# Jules Oppert

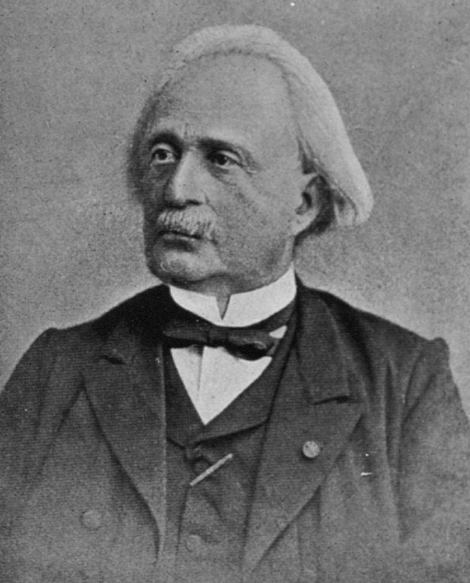
Jules Oppert

Jules Oppert, auch Julius Oppert, (geboren 9. Juli 1825 in Hamburg; gestorben 19. August 1905 in Paris) war ein deutsch-französischer Altorientalist.

## Leben
Jules Oppert, der aus einer jüdischen Familie in Hamburg stammte, war ein Bruder von Gustav Salomon Oppert und Ernst Oppert. Er wurde am Johanneum in Hamburg ausgebildet. 1844 begann er ein Studium an der Universität Heidelberg und wechselte dann an die Universität Bonn zum Studium der Orientalistik, das er an den Universitäten Berlin und Kiel fortsetzte. In Kiel promovierte er 1847 über „De Jure Indorum Criminali“. Noch 1847 verließ er Deutschland und ging nach Frankreich. Von Gelehrten wie Jean Antoine Letronne, Eugène Burnouf, Félicien de Saulcy, und Adrien Prévost de Longpérier wurde er mit offenen Armen aufgenommen, da sein Werk „Lautsystem des Altpersischen“ (1847) als eines der wichtigsten Werke zum Verständnis der altpersischen Sprache galt. 1848 wurde er Gymnasialprofessor in Laval, wo er Deutsch lehrte. 1850 wurde er nach Reims berufen.
1851 nahm er als Assyriologe an einer Expedition nach Mesopotamien und Medien teil, die von Fulgence Fresnel geleitet wurde und von Félix Thomas als Architekt begleitet wurde. Er identifizierte hier endgültig die Ruinen Babylons als Babylon. 1854 kehrten sie ohne Fresnel zurück, der an Ort und Stelle blieb und 1855 in Bagdad starb. In der Folgezeit publizierte er seine Erkenntnisse in zwei Bänden „Expédition Scientifique en Mésopotamie“. 1854 erhielt er wegen seiner Verdienste um die französischen Wissenschaften die französische Staatsbürgerschaft. 1855 wurde er nach England geschickt um die Sammlung des British Museum zu begutachten. 1856 kehrte er nach Frankreich zurück, wo ihm das Kreuz der Ehrenlegion verliehen wurde (1885 wurde er Offizier der Ehrenlegion). 1857 wurde er Professor für Sanskrit und vergleichende Sprachwissenschaft. 1859/1864 erschien sein letztes großes und gleichzeitig bedeutendstes Werk zum Thema einer indo-iranischen Sprache: „Grammaire Sanscrite“ (2 Bände). Mittlerweile hatte sich Oppert einen international so guten Ruf erworben, dass er 1857 mit William Henry Fox Talbot und Edward Hincks als Gutachter der Royal Asiatic Society für die Entzifferung der altpersischen Keilschrift durch Henry Rawlinson berufen wurde.
In der Folgezeit begann sich Oppert vor allem mit der Assyriologie zu beschäftigen. 1869 wurde er Dozent für Assyriologie am Collège de France, 1874 schließlich Professor für Assyrische Philologie und Archäologie. Während seiner Reise nach Mesopotamien entdeckte er Schriftzeugnisse, die sich keiner der anderen Sprachen zuordnen ließen. Zunächst nannte er sie „Casdo-Skythisch“, später gab er der Sprache den noch heute benutzten Namen Sumerisch aufgrund des Titels den die akkadischen Könige verwendeten: König von Sumer und Akkad. Zunächst konnte sich Opperts Theorie jedoch nicht durchsetzen. Erst nach weiteren Funden in Ninive (bilinguale Texte) und in Girsu konnte knapp 20 Jahre später die Existenz dieser Sprache und damit die Existenz des Volkes der Sumerer bewiesen werden. In den folgenden Jahren beschäftigte er sich mit Inschriften, assyrischer Astronomie und Astrologie, babylonischen Vertragstexten. Als Autor wissenschaftlicher Werke war er sehr produktiv.
Seit der zweiten Hälfte der 70er Jahre und in den 80er Jahren beschäftigte Oppert sich vor allem mit biblischen Studien. Er forschte etwa zum Buch Ester, zum Buch Judit und zu Salomon. Weiterhin beschäftigte er sich mit der Sprache der Meder. Am 18. März 1881 wurde er Mitglied der Académie des inscriptions et belles-lettres (er ersetzte den Ägyptologen Auguste Mariette), 1890 Vizepräsident der Akademie und 1891 Präsident. 1862 wurde er als korrespondierendes Mitglied in die Preußische Akademie der Wissenschaften aufgenommen. Mit der Bayerischen Akademie der Wissenschaften war er ab 1900 als korrespondierendes Mitglied verbunden. Seit 1874 war er assoziiertes Mitglied der Académie royale des Sciences, des Lettres et des Beaux-Arts de Belgique und seit 1883 korrespondierendes Mitglied der Russischen Akademie der Wissenschaften.
Auch im fortgeschrittenen Alter blieb Oppert weiterhin produktiv. Bis 1902 veröffentlichte er nicht weniger als 427 Titel. Ein Großteil davon waren Artikel in französischen, teilweise auch deutschen und englischen Zeitschriften (mit Ledrain begründete er die Zeitschrift „Revue d’Assyriologie“, die er auch herausgab, bei der von Carl Bezold 1886 begründeten „Zeitschrift für Assyriologie“ war er langjähriger Mitherausgeber).
Während seines ganzen Lebens war Oppert als Jude auch an jüdischer Geschichte interessiert. So war er ein fleißiger Mitarbeiter der „Revue des Etudes Juives“, seit 1876 Mitglied des Zentralkomitees der Alliance Israélite Universelle (zeitweilig war er deren Vizepräsident) und Mitglied des „Consistoire central des israélites français“.

## Werke (Auswahl)
- Die Grabinschrift Darius I. in Nakisch-i-Rustam. In: Zeitschrift der Deutschen Morgenländischen Gesellschaft, Band 11. 1857. S. 133–137 (Digitalisat).
- Grammaire Sanscrite. Springer, Berlin 1859 (Digitalisat).
- Les incriptions commerciales en caractères cuneiformes. Ainé, Paris 1866 (Digitalisat).
- Elements de la grammaire Assyrienne. Franck, Paris 1868 (Digitalisat).
- Études sumériennes. Imprimerie nationale, Paris 1876 (Digitalisat).
- Fragments mythologiques. Quantink, Paris 1882 (Digitalisat).